# Hupa

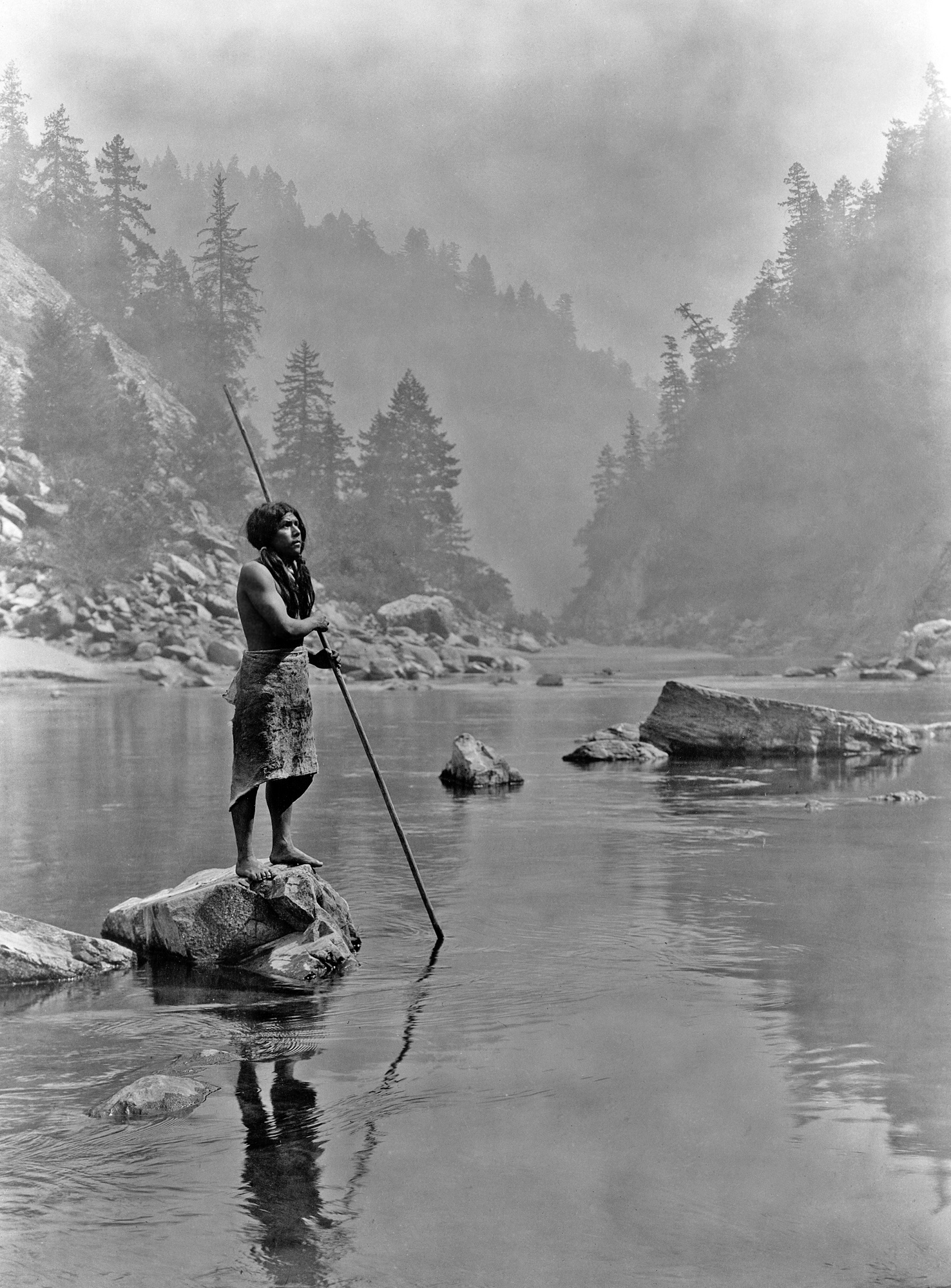
En hupaindian vid Sugar Bowl, Kalifornien.
Foto: Edward S. Curtis, publ. 1923, USLOC.

Hupa är en indianstam i Hoopadalen i nordvästra Kalifornien, USA, som talar ett athapaskiskt språk.
Hupas främsta levebröd är lax som de traditionellt fångar i triangulära fiskenät och mjärdar.
Hupa bygger sina traditionella hus av rödved och cederträ. De väver sina kläder av björnlilja (björngräs)
Tandsnäckor användes som betalningsmedel och smycken. Hupa ingick i en lång byteshandelskedja där snäckskal, urholkade kanoter och fisk kom från tolowa via yrok till hupa som betalade med bl.a. skinn. Hupa bytte dessa varor tillsammans med salt och korgar med shasta som betalade med hjortskinn och nötter. Från wiyot kunde de få renskinn och tobak i utbyte mot bl.a. rep.